# Aktivruder
Ein Aktivruder ist eine Sonderform von Rudern.
Dabei ist an der Ruderfläche ein kleiner Schiffspropeller eingebaut, der das Schiff auch bei geringer Fahrt, wenn die Wirkung der Ruderfläche gering ist, in die gewünschte Richtung navigiert. Seitdem jedoch immer mehr Schiffe ein Bugstrahlruder eingebaut haben, findet diese Art von Ruder kaum noch Verwendung.
Das Aktivruder wurde ca. 1952 erfunden von F. W. Pleuger (heute Pleuger Industries GmbH). Zum Antrieb wurde ein wassergekühlter Elektromotor genutzt. Als Weiterentwicklung wurde bereits 1955 durch F. W. Pleuger der Pod-Antrieb erfunden und patentiert, der aber damals seiner Zeit zu weit voraus war und sich erst seit 1990 im Schiffbau durchsetzte.